# Bălcești (Beliș), Cluj
Bălcești (în maghiară Balktelep) este un sat în comuna Beliș din județul Cluj, Transilvania, România.

## Galerie de imagini

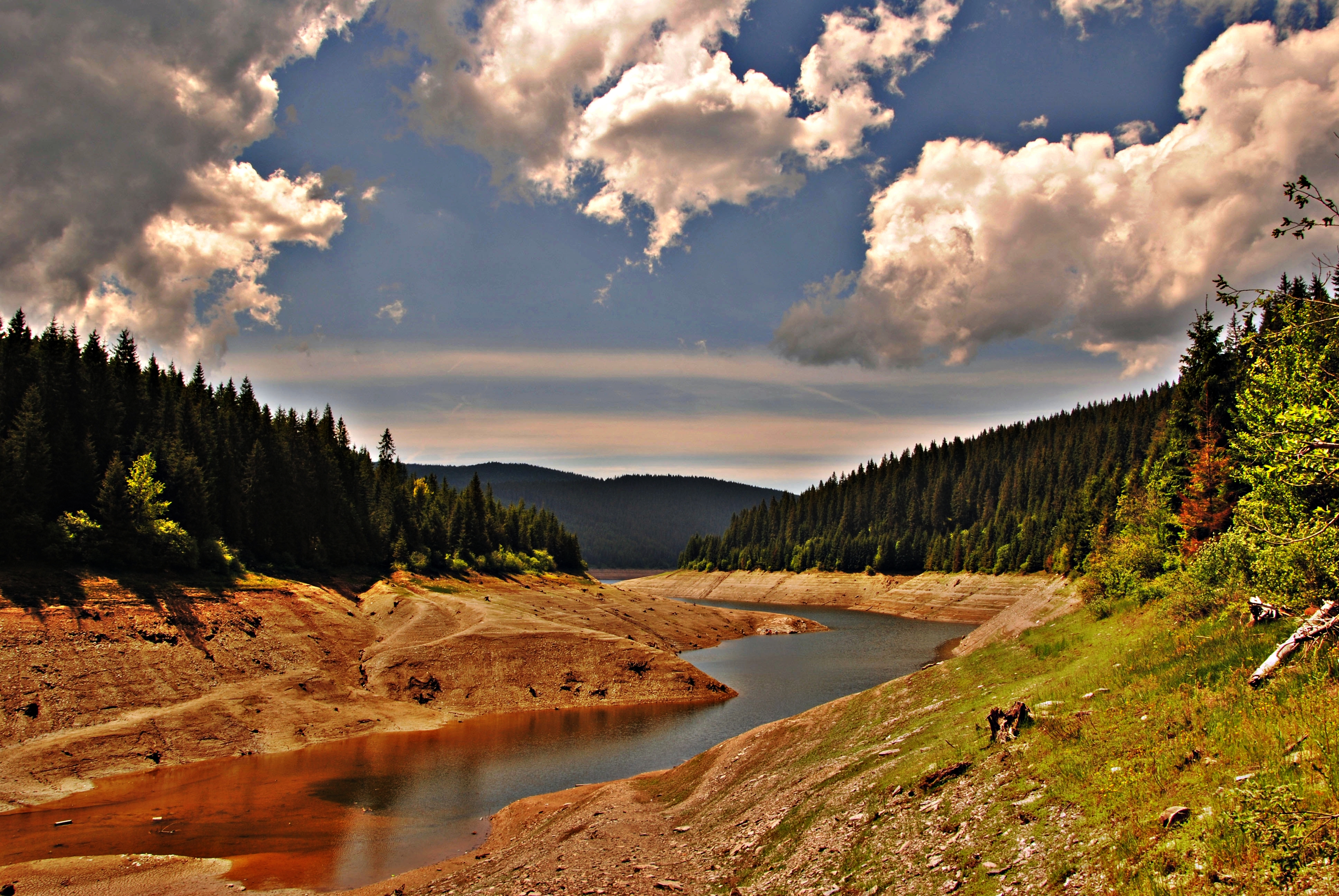
Bălceşti (foto Andrea Turei)
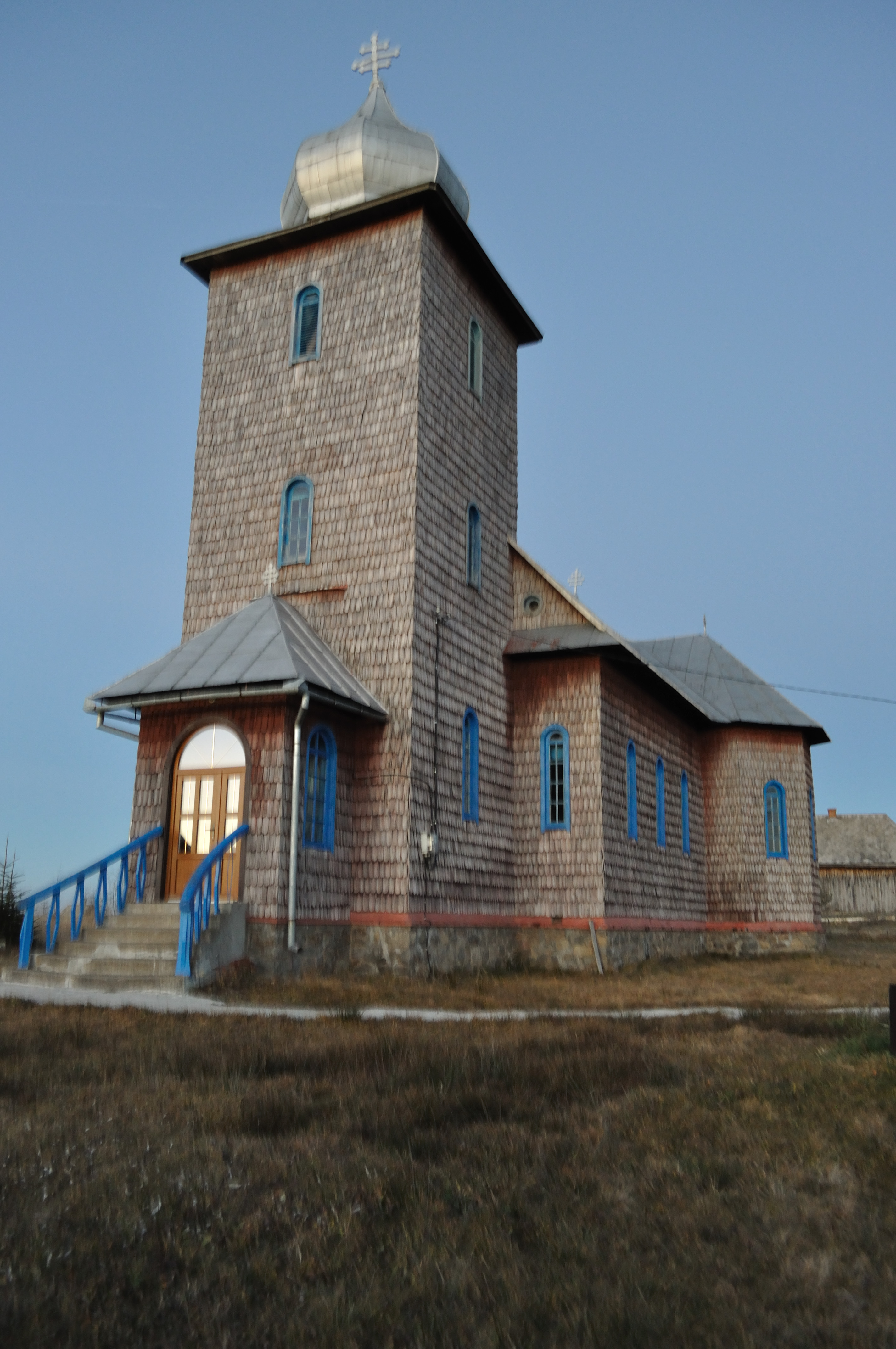
Biserica ortodoxă din Bălceşti

## Legături externe
Materiale media legate de Bălcești la Wikimedia Commons